# Terebratulida
Los terebratúlidos (Terebratulida) son un orden de braquiópodos que aparecen en el registro fósil en el Devónico, y que se caracterizan por tener conchas con forma circular u oval y una línea de charnela corta.

## Enlaces externos

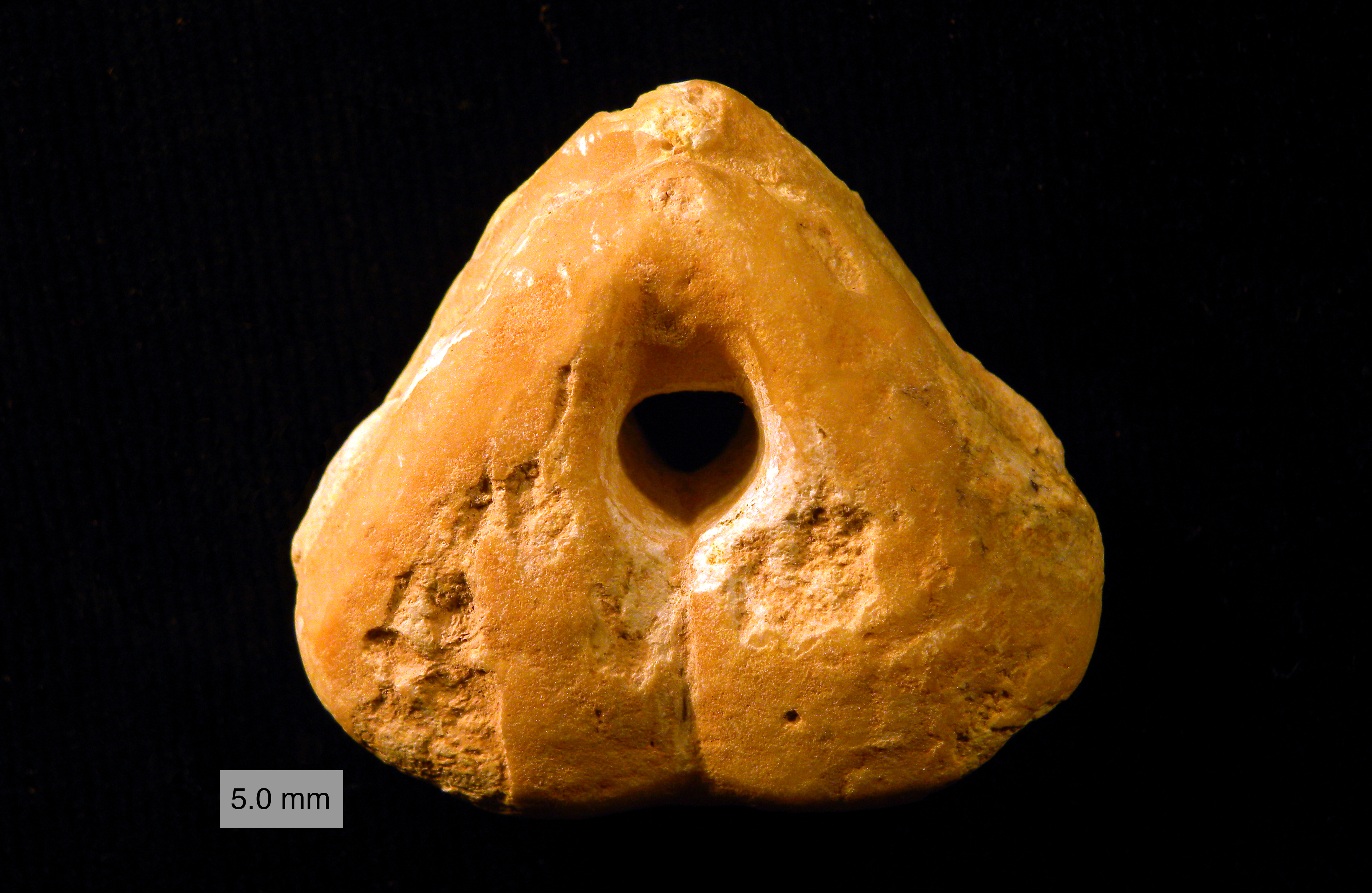
Pygites diphyoides.